# Rubén Amón Delgado
Rubén Juan Amón Delgado (Madrid, 21 de maig de 1969) és un periodista i escriptor espanyol.
Treballa de columnista i reporter en el diari El País. També participa en diferents mitjans radiofònics i audiovisuals, entre ells, Onda Cero, Antena 3 i La Sexta. Va ser corresponsal del diari El Mundo tant a Roma com a París.
Ha publicat diversos llibres de diferents temàtiques, inclosos una recerca sobre Los secretos del Prado (Temes d'Avui, 1997), la biografia de Plácido Domingo (Un coloso en el teatro del mundo, editorial Planeta, 2012), un assaig sobre l'Atlètic de Madrid (Una pasión, una gran minoría, La Esfera de los Libros, 2014) i un bestiari en l'editorial Léeme (El tigre mordió a Cristo, 2015). És fill de l'historiador i periodista Santiago Amón Hortelano, i germà d'Abel Juan Amón Delgado, i ha col·laborat amb diferents mitjans generalistes espanyols —Cambio 16, Jot Down, El Confidencial— i estrangers (Libération, Corriere della Sera o Reforma, de Mèxic).
Els seus treballs en els mitjans especialitzats poden llegir-se tant en revistes de música clàssica (Scherzo) com de pensament (Claves). Al maig de 2018 va publicar un assaig sobre el bicentenari del Teatre Reial, (Sangre, poesía i pasión, editorial Aliança).
El juliol de 2018 va ser reconegut amb el Premi Francisco Cerecedo de Periodisme.